# Фьорини, Маттео (учёный)
Матте́о Фьори́ни (итал. Matteo Fiorini; август 1827, Фелиццано, Александрия, — 14 января 1901, Болонья) — итальянский математик, географ и картограф.

## Биография
Изучал математику и инженерные науки в Туринском университете, который окончил в 1848 году; работа на соискание докторской степени касалась землеустройства. В 1860 году стал профессором геодезии в университете Болоньи, сохранив эту должность до конца жизни. Состоял в Туринской академии наук.
Как учёный, специализировался главным образом на картографии, написав по ней ряд научных работ. В своё время считался одним из крупнейших и уважаемых итальянских географов-практиков. Наиболее известные труды — «Gerardo Mercatore e le sua carte geografiche» (Болонья, 1889) и «Le sfere cosmografiche especialmente le sfere terrestri» (Рим, 1894).